# 城皇街
城皇街（英語：Shing Wong Street）是一條位於香港香港島中西區上環的有百年歷史的山坡路。 由南至北，起自半山區的堅道，大樓梯路經過士丹頓街及荷李活道警察宿舍西面、及經過以前為中央書院的舊址，現在用作聖公會基恩小學的西邊車道、直到中環歌賦街交接止。在北面交會處，有一條通往上環荷李活道260號荷李活華庭的小街樓梯。此路是孙中山在香港读书时的必经之路，后来为孫中山史蹟徑的一部分。

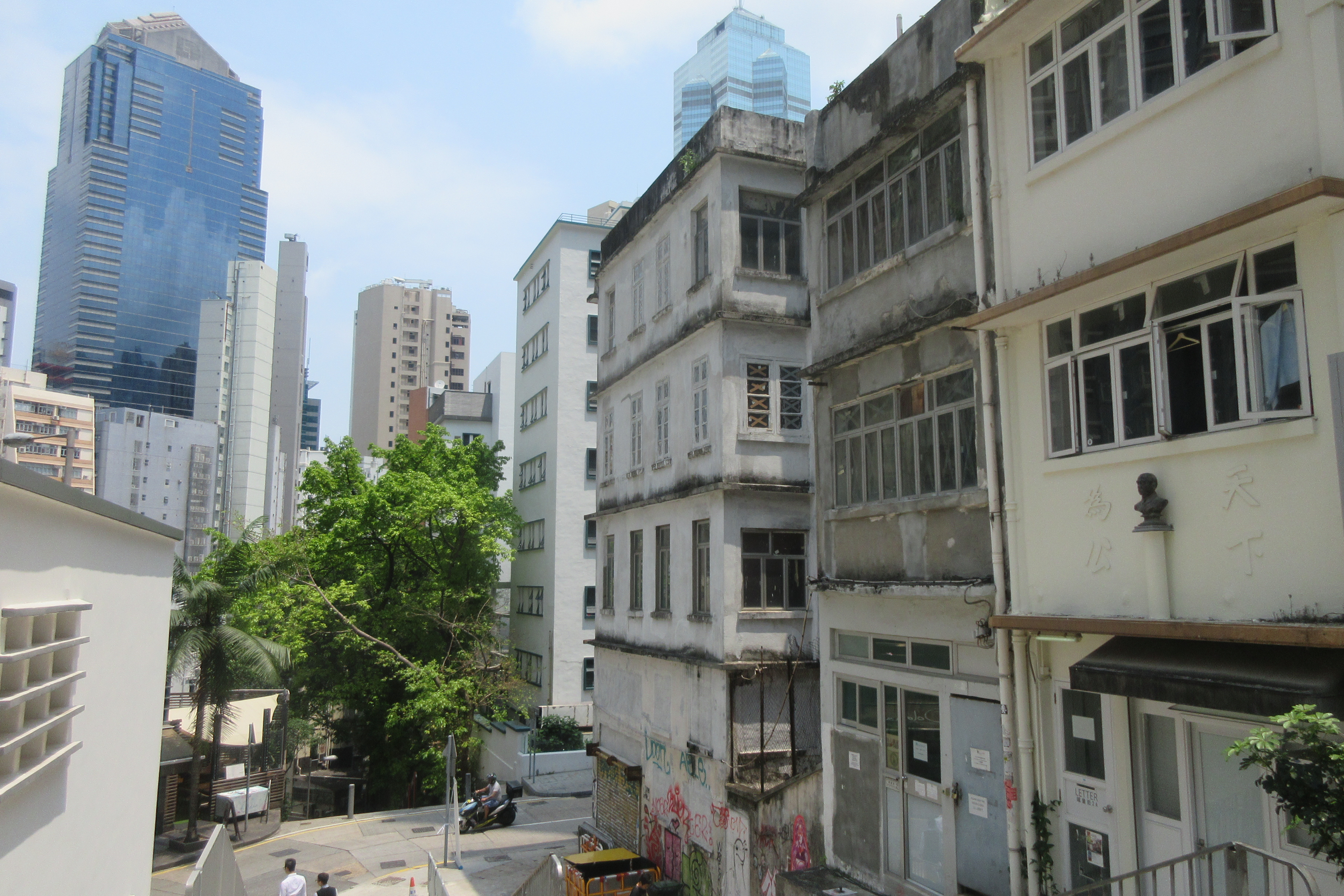
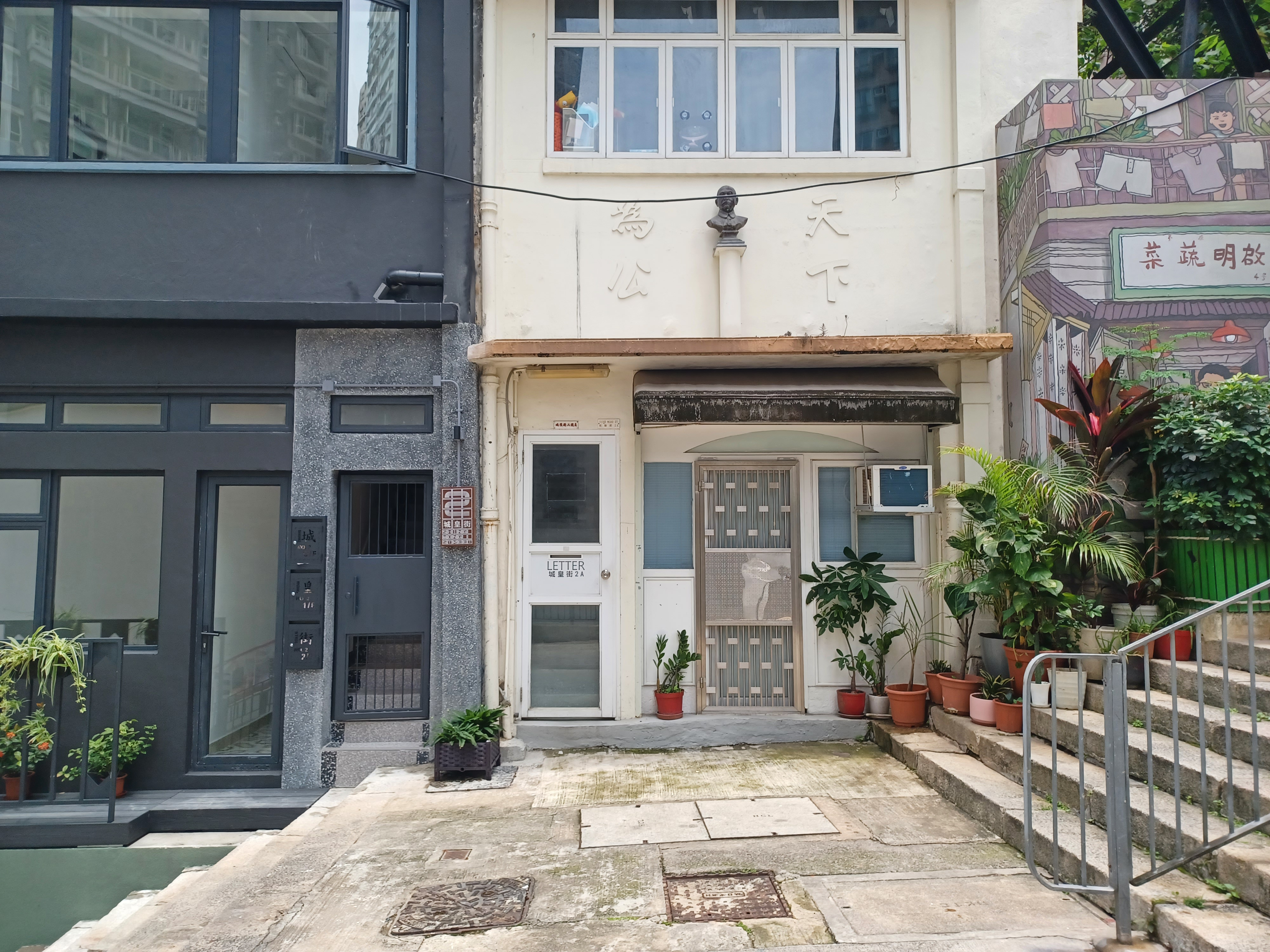
城皇街2號A
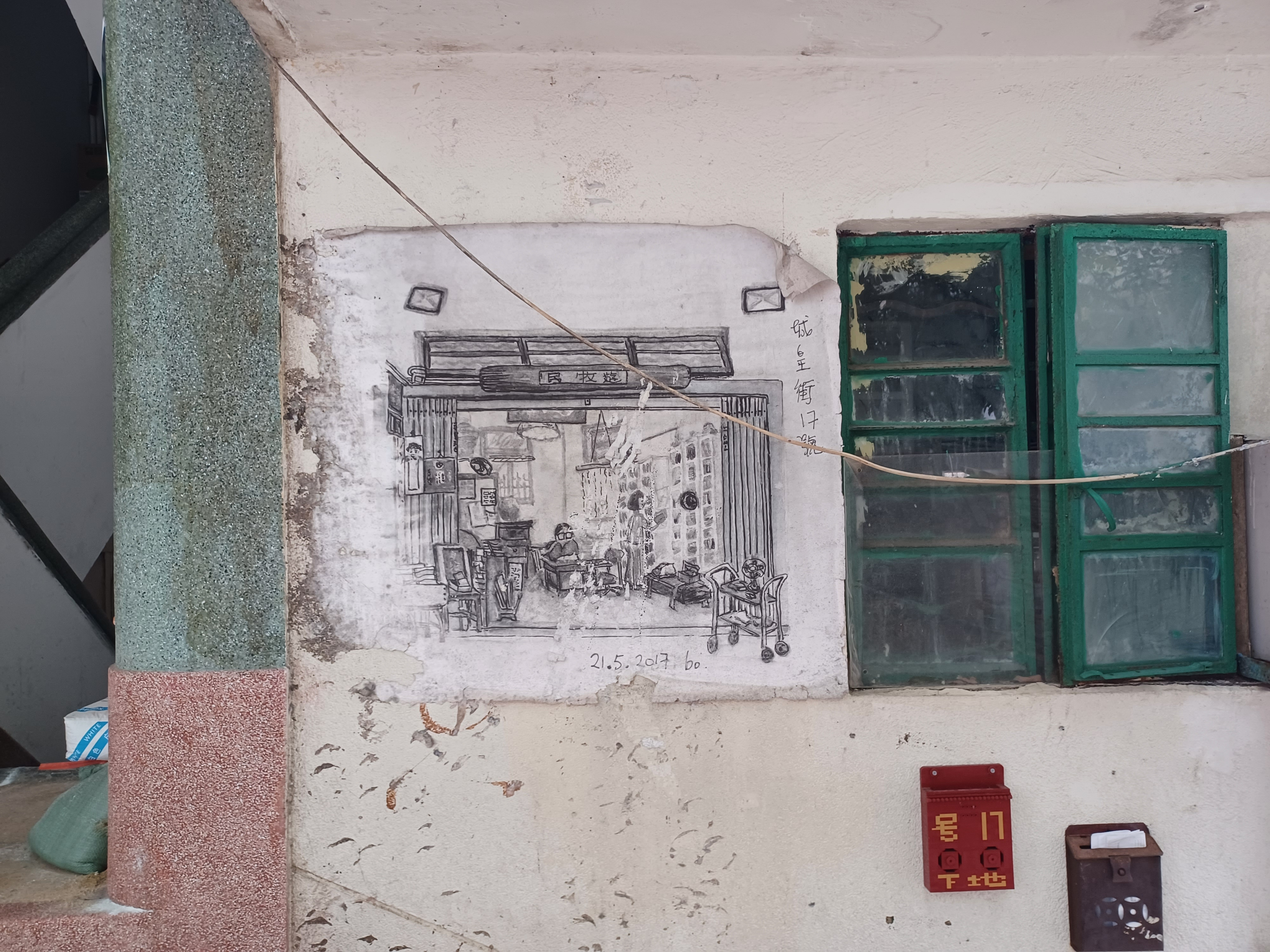
城皇街17號
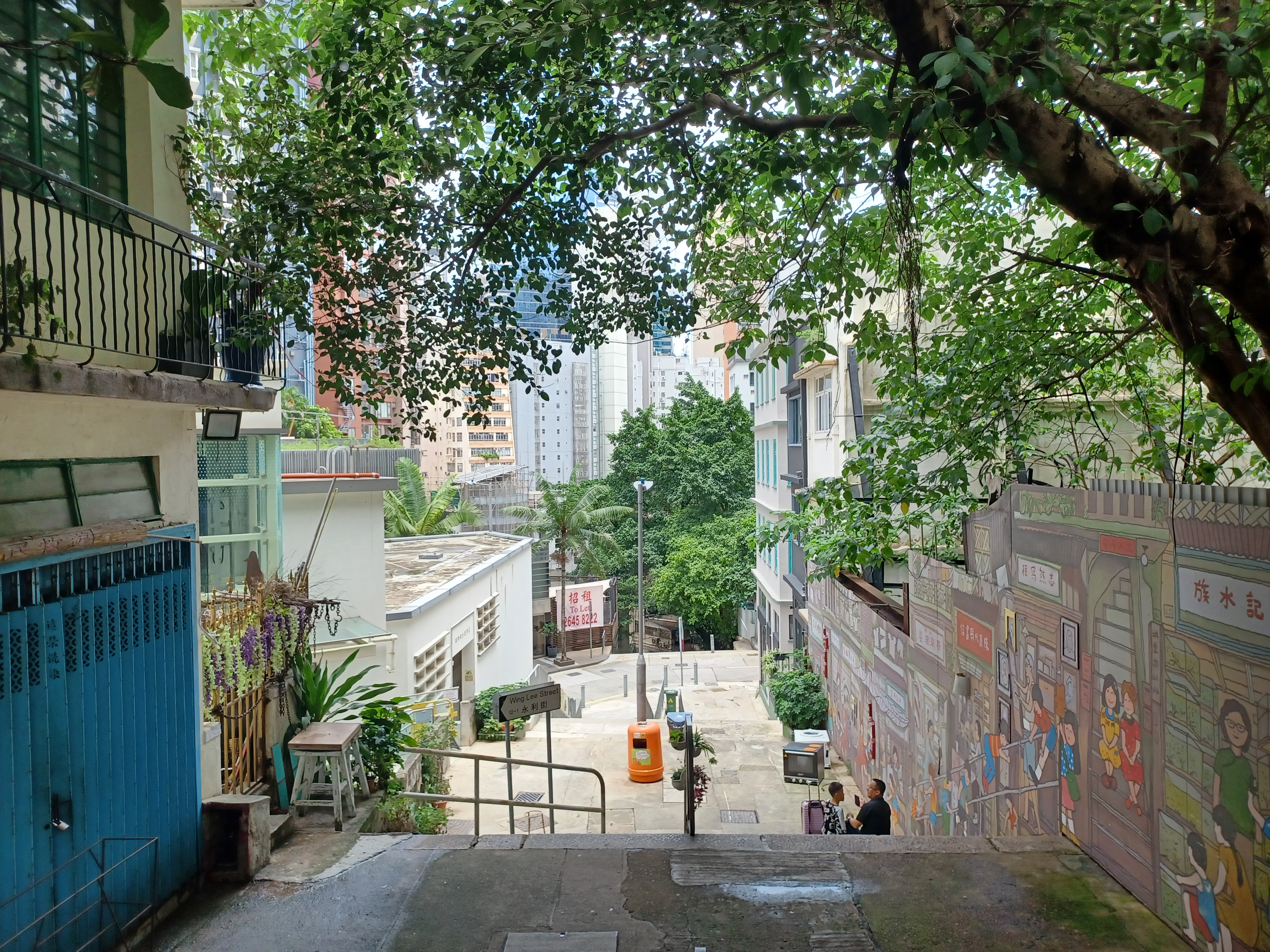
城皇街近永利街
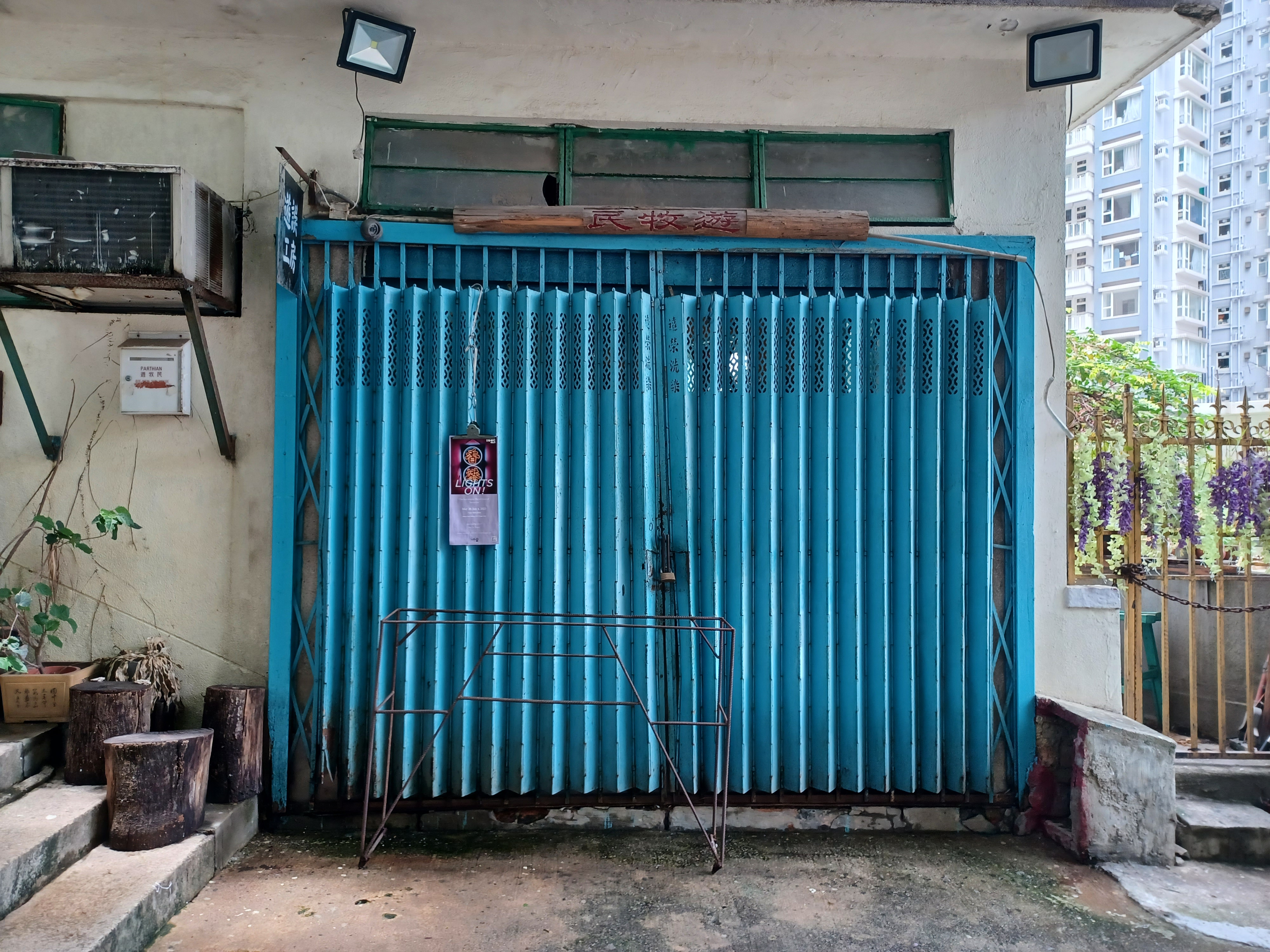
城皇街17號
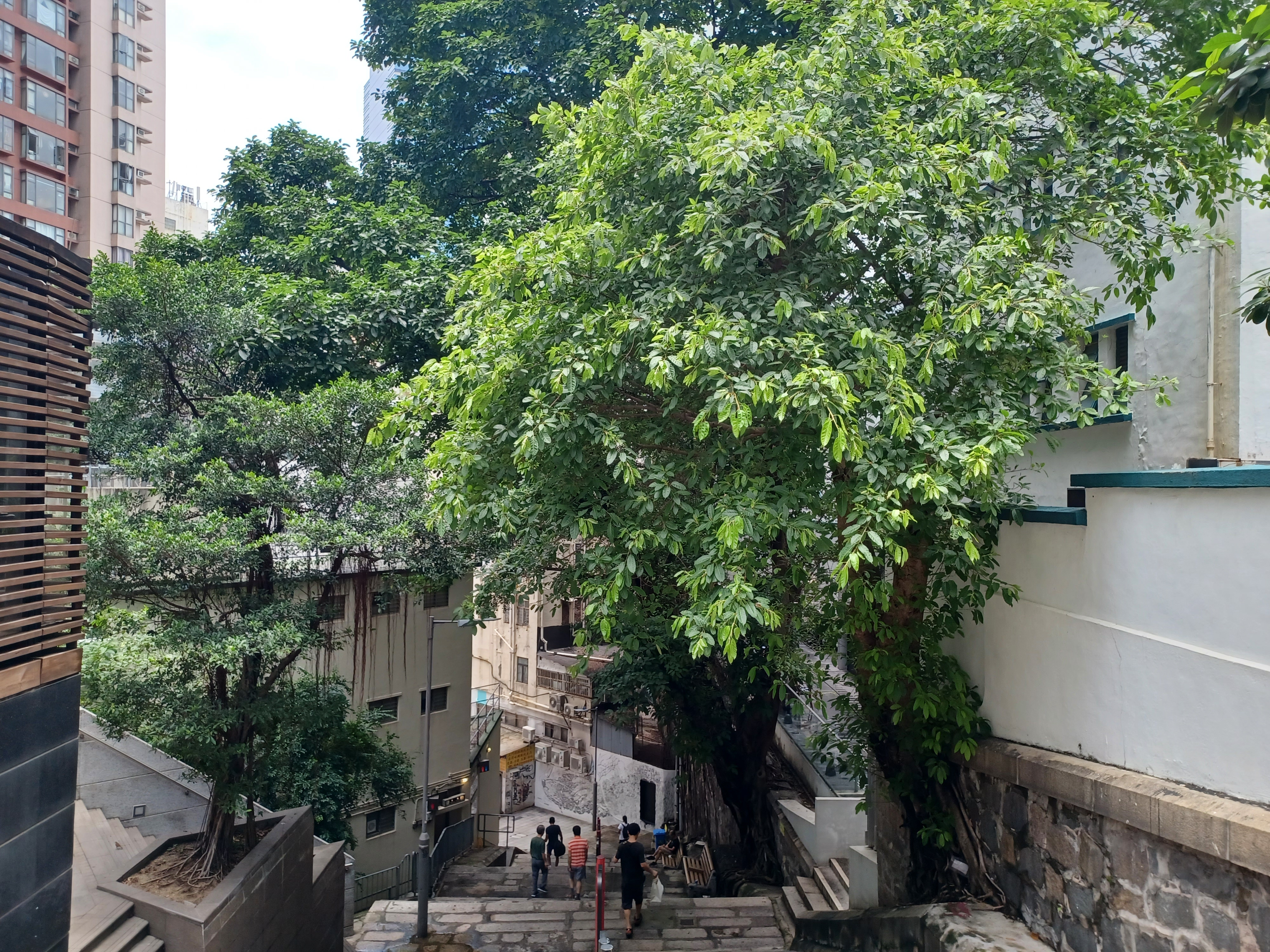
城皇街近必列者士街
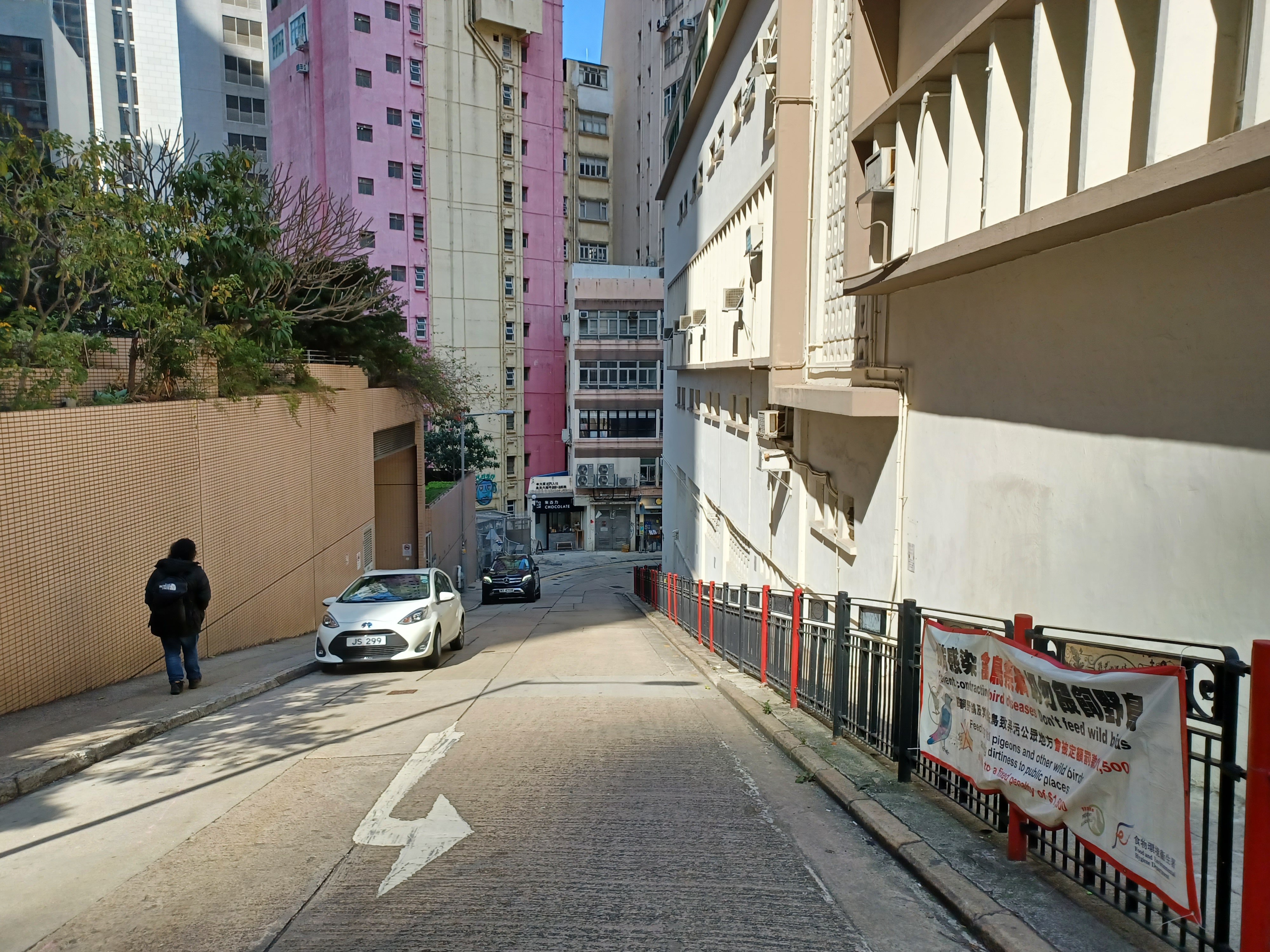
聖公會基恩小學西邊的城皇街
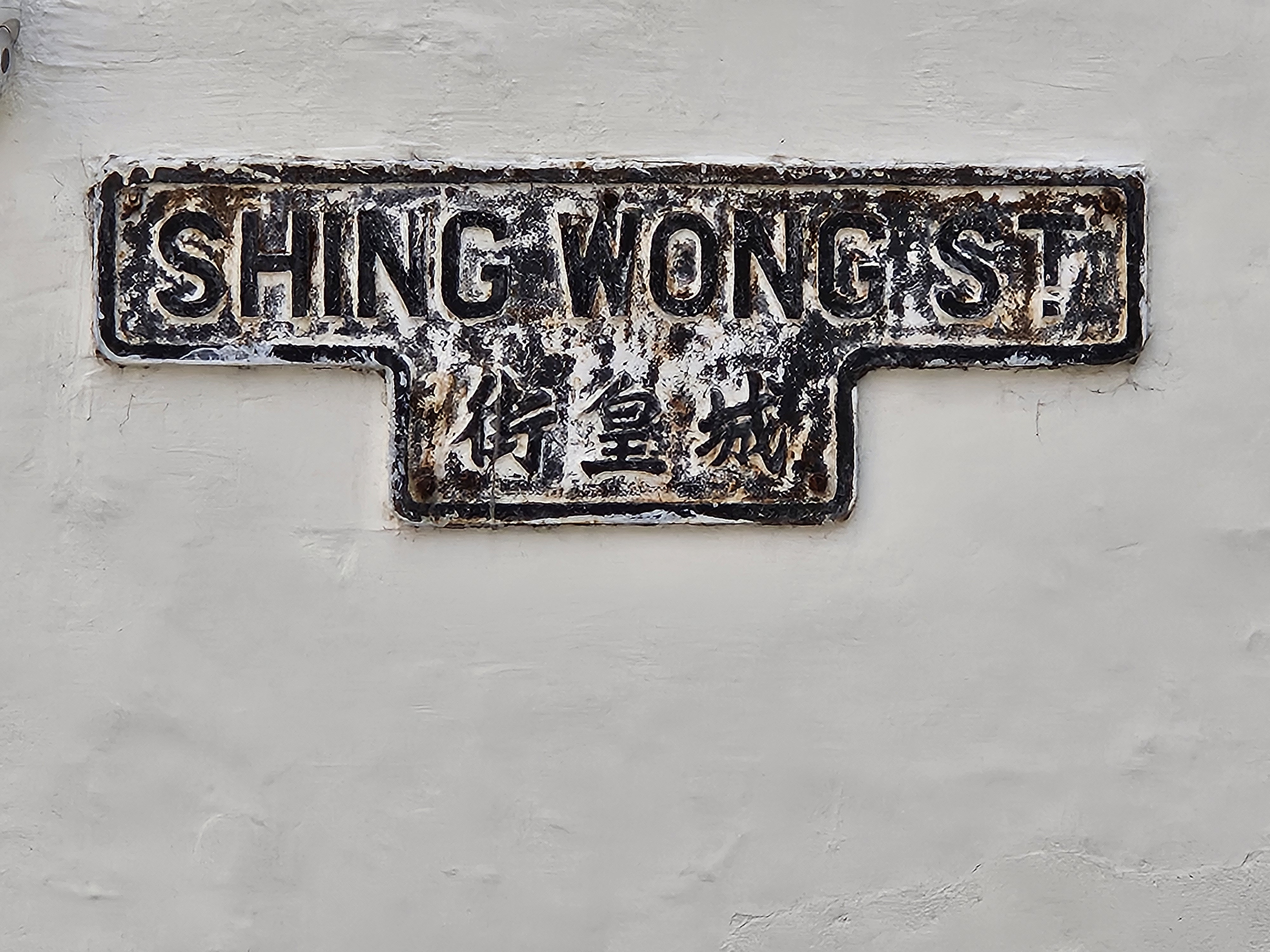
城皇街圓角T型街牌

## 歷史

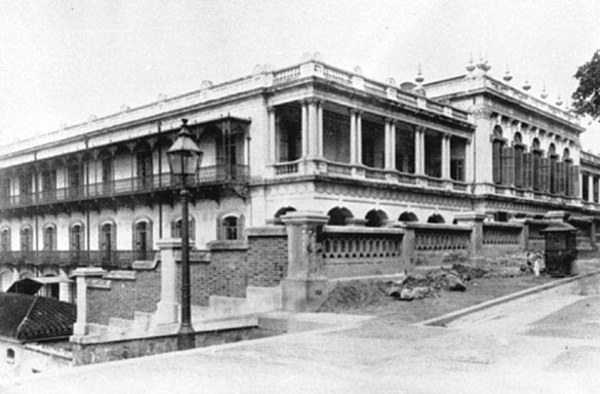
皇仁書院舊址

城皇街有過百年歷史，根據施其樂牧師（Carl Thurman Smith）的研究，在維多利亞城中環區91號地段中在香港開埠初期附近曾有一座城隍廟，據說該座城隍廟有可能是建於1843年甚至再早一些，更估計它是維多利亞城內第一座廟宇。1875年起幾年間，城隍廟更曾用作臨時精神科庇護中心，收容歐洲精神病人。後來城隍廟清拆，港英政府於1876年購回土地用來建造中央書院新校舍（後來改名為維多利亞書院，亦即是皇仁書院前身），於是城隍廟及相鄰的房屋被拆，留下「城皇街」的名字。
城皇街兩旁的社區有一個有趣的名字，叫「卅間」，據說是源自百多年前有地主在這裏興建一列三十間房屋，逐漸成為地名。今天卅間泛指夾在荷李活道與堅道之間，西至樓梯街東至奧卑利街的地帶，中間包括士丹頓街、必列者士街、城皇街、鴨巴甸街等街道。
「卅間」，這個幾乎被遺忘的名字，卻未從民間記憶中消失，反而成為社區暱稱。城皇街乃「卅間」的中軸，凝固了戰後香港的平民生活場景。每一棟舊唐樓、每一道舊鐵閘、每一個窗，都是庶民生活史的「證物」。
「卅間」在二戰中被炸毀，其後廢墟上建起木屋，而後一場大火又焚屋二百多間。舊報紙記載，1947年，政府為解決屋荒重建「卅間」，委託何甘棠等籌劃，將來可容納八千餘住客。

## 事件
2018年12月16日，民間團體中西區關注組發現路政署工人於凌晨時份在城皇街樓梯部分位置加設黃色防滑鋼砂條，工程被指手工粗糙，破壞歷史石梯。關注組要求相關部門立即停工並回復原貌。
2019年9月，城皇街的花岗岩石梯的每一级阶梯遭人用黑色喷漆涂污一把雨伞图案和英文“RESIST”（反抗）字样。目前，石梯上的黑色喷涂图案已被清洗。

## 鄰近

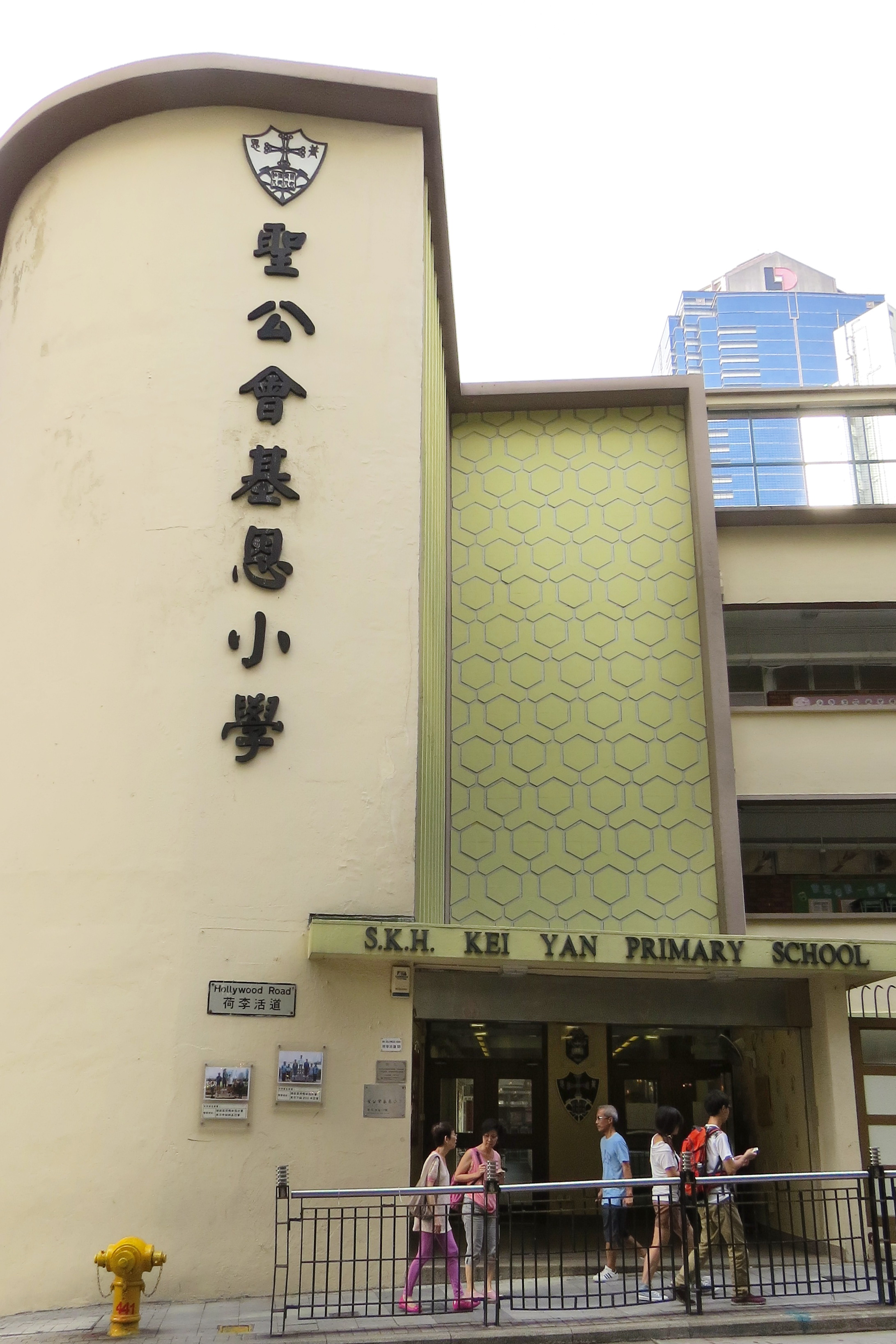
位於城皇街與荷李活道交界東南角的聖公會基恩小學

- 必列者士街
- 匡賢居
- 聖公會基恩小學，皇仁書院舊址
- 華賢坊東
- 華賢坊西
- 士丹頓街
- 必列者士街
- 荷李活道

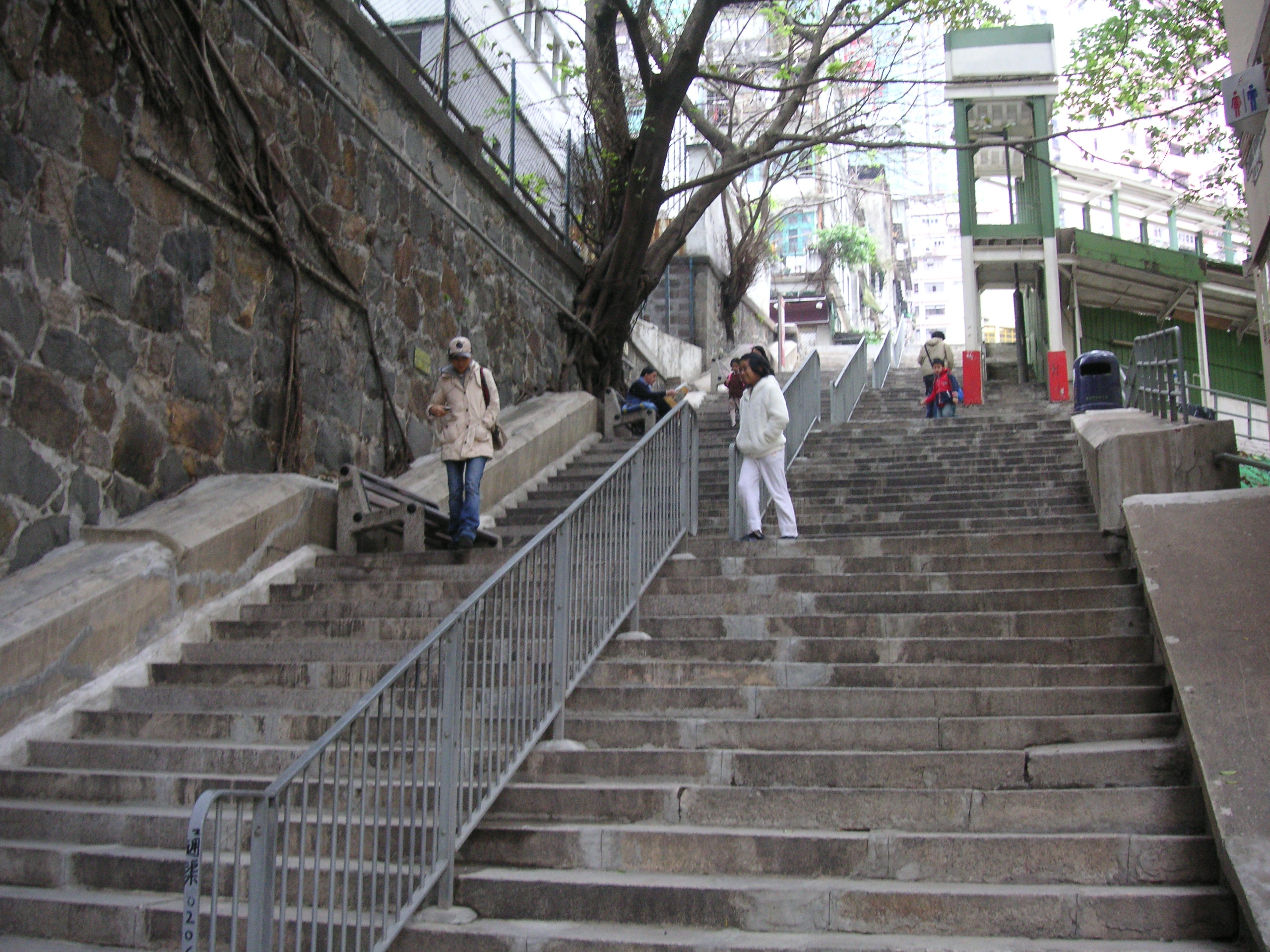
圖中所見的城皇街是它山坡的中段，左面是為荷李活道警察宿舍，左面是聚賢居
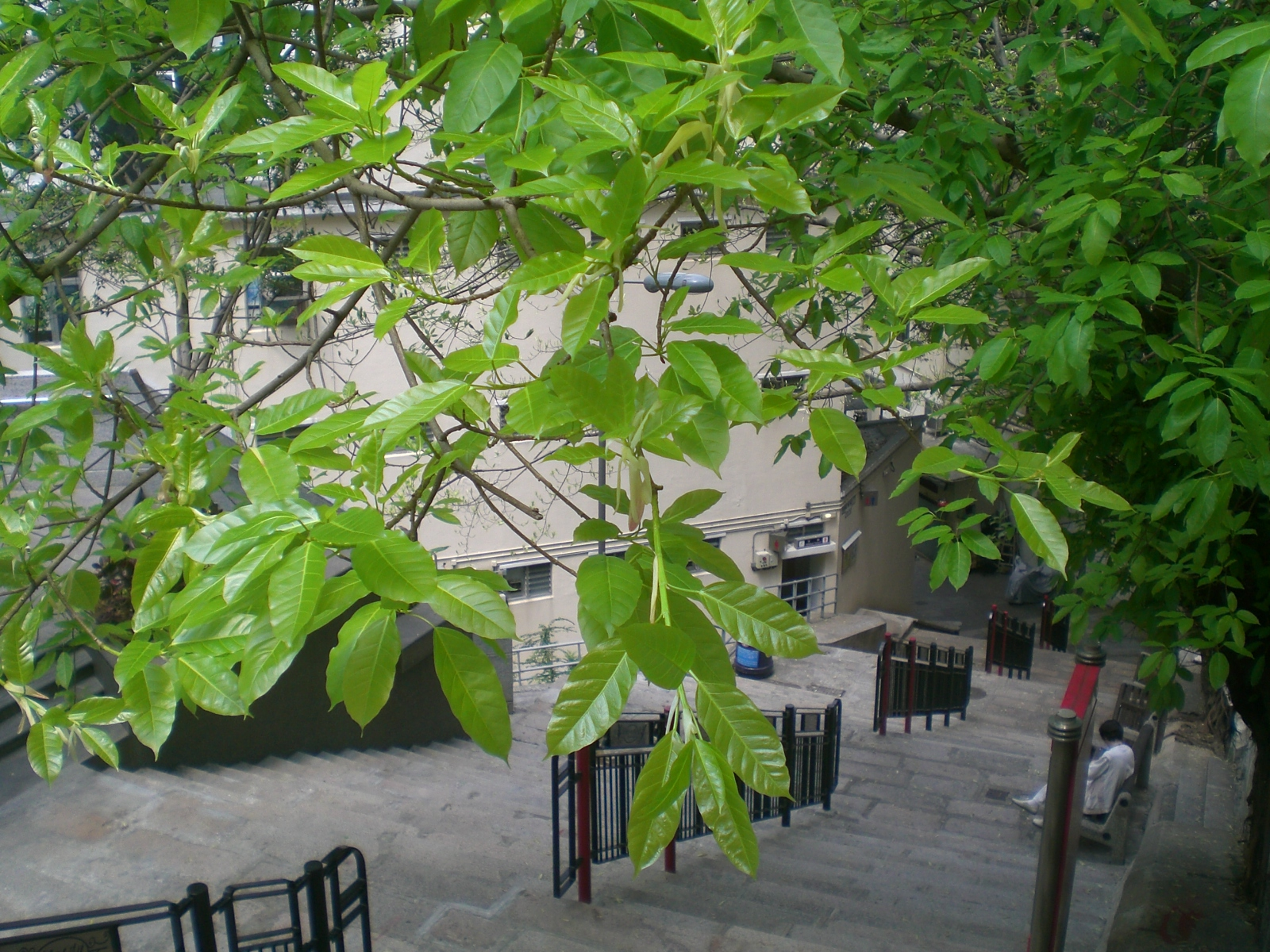
城皇街的大葉榕春天出新葉
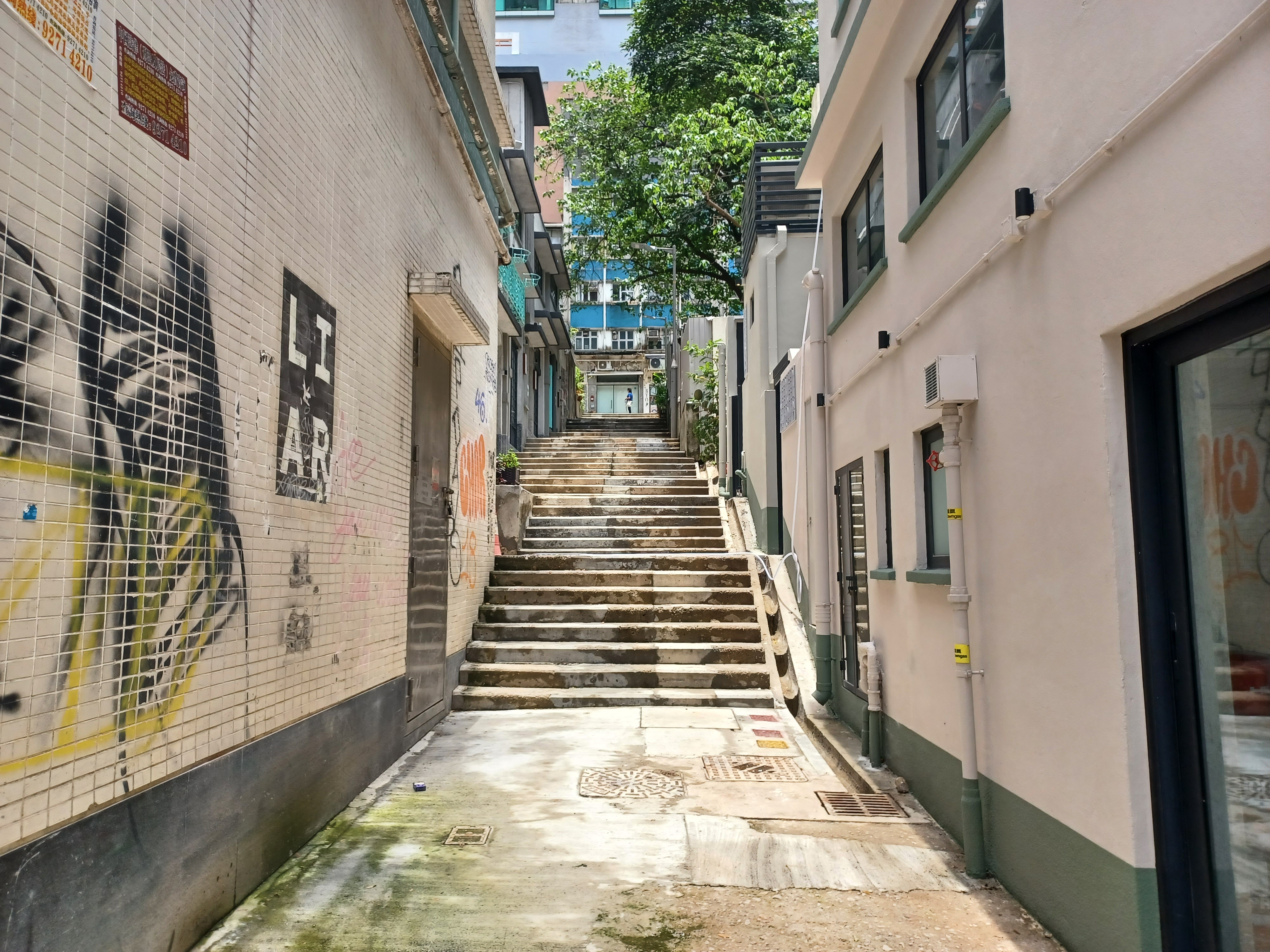
華賢坊東

## 相關
- 城隍
- 孫中山史蹟徑第5站

## 外部連結
维基共享资源上的相關多媒體資源：城皇街